# Akumulátor 1
Akumulátor 1 és una pel·lícula txeca del 1994 dirigida per Jan Svěrák. La pel·lícula va guanyar el Gran Premi al 7è Festival Internacional de Cinema Fantàstic de Yubari el febrer de 1996. Va guanyar el premi del públic al Festival Internacional de Cinema de Tromsø el 1996.

## Argument
El jove agrimensor Olda (Petr Forman) està festejant a una noia, Jitka (Tereza Pergnerová), però el seu col·lega Slezák (Bolek Polívka) la coacciona per anar al llit a casa seva. Olda, moralment esgotat, no els atura, i mira la televisió tota la nit, on va aparèixer aquell dia en una entrevista absurda. Perd el coneixement durant tres dies i acaba a una habitació d'hospital amb l'envellit Mikulík (Jiří Kodet). Aquella nit, el misteriós curandero Fišarek (Zdeněk Svěrák) apareix per ajudar-los, retornant l'energia perduda a Olda. Fišarek li ensenya com treure energia dels arbres, les obres d'art i els fenòmens naturals. Quan en Mikulik mor, examinen el seu cos i s'adonen que va morir veient la televisió, havia perdut tota la seva energia. Coneixen la seva filla Anna (Edita Brychta).
Fišarek continua els experiments de curació d'Olda amb una companyia de mèdiums. A la televisió veuen un vell professor. L'acció s'endinsa en l'univers televisiu, habitat per doppelgangers de persones que han estat anteriorment a la televisió, que viuen un estil de vida de festa hedonista, alimentant-se sense vergonya de l'energia dels seus homòlegs reals.
Olda troba l'Anna en una agenda i la porta a una cita. En un cafè, Slezak borratxo s'acosta a ells, volent endur-se l'Anna també, però ella el rebutja. En arribar a casa de l'Anna, la parella es confessen els seus sentiments i van al dormitori a fer l'amor. No obstant això, Olda encén accidentalment el televisor, que torna a robar-li l'energia. Quan arriba per dir-ho a Fišarek, coneix el professor del programa de televisió, que ha viscut el mateix i ha arribat a la mateixa conclusió. El professor fuig a un poble remot sense televisió, mentre Olda es queda a Praga per estar a prop de l'Anna. Fins i tot enmig del no-res, el professor veu un televisor i torna a demanar ajuda a Fišarek.
Olda li proposa matrimoni a Anna, però ella revela que té una filla. Ella li diu que es trobi amb ella a l'òpera l'endemà. Mentrestant, compra uns comandaments a distància com a protecció contra els televisors. Jitka el visita, queixant-se de Slezak i demanant perdó, però ell la rebutja i va a trobar-se amb l'Anna a l'òpera per veure Nabucco. Absorbeix energia de l'art i surt al carrer diverses vegades per emmagatzemar-la en un lot de taulers. Després de l'òpera, tornen a casa d'Anna. Durant un tall d'electricitat, Olda llegeix a la filla de l'Anna un conte de fades sobre un príncep que va derrotar una bruixa inundant-la amb força vital de diverses persones. Formula un pla similar per destruir el "món mirall" de la televisió, saturant un televisor amb energia de les plaques carregades.
Mentrestant, l'alter-ego televisiu és simbòlicament enterrat per personalitats dels mitjans de comunicació, sent baixat del vaixell a un abocador. Les personalitats dels mitjans "morts" encara poden estirar-se i parlar, però ja no tenen energia. Per a la majoria, perquè els seus originals van morir, però per a Olda, perquè el seu original sap de la situació i no permet robar energia. Decideix escapar d'aquest món surrealista sense esperança.
L'endemà, Olda reuneix la màxima energia possible de la gent de la ciutat i a la nit intenta dur a terme el seu pla. És interromput per Slezak, que està buscant Jitka, i intenta començar una baralla, però està massa borratxo. Olda detona el subministrament de taulers al seu apartament i envia l'energia alliberada a través del pont. Flueix cap a la televisió, però a l'últim moment Olda abandona el seu pla, adonant-se que està en el camí de l'energia robada a la gent. Allibera l'energia, que d'altra manera el destruiria, i l'energia salva un avió que cau. A mesura que la pols s'instal·la, apareix el tele-ego d'Olda i s'abracen i es fusionen. Slezak, que va irrompre a l'apartament de Olda abans de l'explosió, és arrestat. L'endemà al matí, Olda truca a l'Anna per demanar disculpes per la cita perduda i se suposa que la seva relació continuarà amb normalitat. La televisió ja no és perillosa per a ell, però el problema global segueix sense resoldre's.

## Repartiment
- Petr Forman com a Olda Soukup
- Edita Brychta com a Anna
- Zdeněk Svěrák com a Fišarek: un sanador natural
- Marián Labuda com el Mestre
- Bolek Polívka com a Slezák
- Tereza Pergnerová com a Jitka
- Jiří Kodet com a Mikulík
- Marketa Frosslová com a Anička
- Ladislav Smoljak com a Conserge
- Daniela Kolářova com a Sra. Fisarkova
- Rudolf Hrušinský Jr. com a Pitrýsek
- David Koller com a The Cowboy
- Robert Kodym com l'indi
- Nada Safratova com a Gabriela
- Ivo Kašpar com a Pištek